# 梨屋アリエ
梨屋 アリエ（なしや アリエ、 1971年 - ）は、日本の児童文学作家、ヤングアダルト作家。読書ワークショップ・ファシリテーター。
栃木県小山市生まれ。神奈川県横浜市在住。通称（自称）「ありりん」。
法政大学非常勤講師
2025年度4月～　共立女子短期大学 客員教授／非常勤講師　として勤務中。

## 略歴
栃木県立栃木女子高等学校卒業。1998年、小説『でりばりぃAge』で第39回講談社児童文学新人賞を受賞。
2003年、小説『ピアニッシシモ』で第33回児童文芸新人賞を受賞。
2019年、小説『きみの存在を意識する』で第7回JBBY賞を受賞。
2009年から法政大学の非常勤講師を務める。
ポプラ社刊『職場体験完全ガイド(9) 小説家・漫画家・ピアニスト』に、小説家の仕事として出演。
2012年開校の世田谷区立船橋希望中学校の校歌を作詞。
2025年4月から「共立女子短期大学」 客員教授／非常勤講師とを務める。

## 著書

### 長編
- でりばりぃAge （1999年5月20日 講談社、2006年4月14日 講談社文庫）
- ピアニッシシモ （2003年5月26日 講談社、2007年1月12日 講談社文庫）
- 空色の地図 （2005年12月 金の星社）
- ツー・ステップス! （2006年8月 岩崎書店）
- スリースターズ （2007年9月11日 講談社、2012年10月16日 講談社文庫）
- ハピ☆スタ編集部 なんであたしが編集長!? （2008年1月15日 金の星社フォア文庫）
- ハピ☆スタ編集部 レポーターなんてムリですぅ! （2008年6月15日 金の星社フォア文庫）
- ハピ☆スタ編集部 インタビューはムリですよぅ! （2009年2月15日 金の星社フォア文庫）
- ハピ☆スタ編集部 いつのまにデザイナー!? （2009年9月15日 金の星社フォア文庫）
- ハピ☆スタ編集部 モデルになっちゃいますぅ? （2010年2月15日 金の星社フォア文庫）
- ハピ☆スタ編集部 やっぱりあたしが編集長!? （2010年9月8日 金の星社フォア文庫）
- 雲のはしご（2010年7月17日 岩崎書店）
- ココロ屋（2011年9月1日 文研出版）
- わらうきいろオニ （2013年8月1日 講談社 絵・こがしわかおり）
- クリスマス クッキング ふしぎなクッキーガール（2013年10月25日 講談社 絵・山田詩子）

### 短編集
- プラネタリウム （2004年11月25日 講談社、2009年11月13日 講談社文庫）
- プラネタリウムのあとで （2005年11月24日 講談社、2010年12月15日 講談社文庫）
- 夏の階段 （2008年3月10日 ポプラ社、2009年5月10日 ジャイブ ピュアフル文庫、2010年3月8日 ポプラ文庫ピュアフル）
- スノウ・ティアーズ （2009年6月30日 角川書店）
- シャボン玉同盟（2009年11月25日 講談社）
- 空を泳ぐ夢をみた（2012年8月24日 NHKネットコミュニケーション小説）
- きみスキ 高校生たちのショートストーリーズ（2012年9月10日 ポプラ社）

### アンソロジー
- 『好き、だった。 はじめての失恋、七つの話。』メディアファクトリーダヴィンチ文庫 短編「FreecyLove」収録。 (雑誌「ダ・ヴィンチ」2008年6月号掲載)
- 『きみが見つける物語 十代のための新名作 恋愛編』 角川文庫 短編「あおぞらフレーク」収録。（作品は単行本『プラネタリウム』より。）
- 『金原瑞人YAセレクション みじかい眠りにつく前に I 真夜中に読みたい10の話』 ポプラ文庫ピュアフル 短編「タケヤブヤケタ」収録。
- 「ピュアフル・アンソロジー 手紙。」「雲の規格」収録（単行本『夏の階段』として刊行。）
- 「ピュアフル・アンソロジー 放課後。」「月の望潮」収録（単行本『夏の階段』として刊行。）
- 「ピュアフル・アンソロジー 卒業。」 「春の電車」収録（単行本『夏の階段』として刊行。）
- 「ピュアフル・アンソロジー 夏休み。」 「夏の階段」収録（単行本『夏の階段』として刊行。）
- 『Tomo: Friendship Through Fiction　An Anthology of Japan Teen Stories』に参加。(東北の震災被害者支援のためアメリカで出版)短編「FreecyLove」英訳版収録。

### 連載など
- 1999年10月～2000年4月「毎日中学生新聞」にて小説「みでぃあむ さぽ～と!」連載。
- 2006年7月 地方紙「下野新聞」の「しもつけ随想」のコーナーにエッセイ掲載。全4回。
- 2007年2月～2009年2月 角川文芸ムック『野性時代』に君枝ちゃんシリーズ不定期連載。（単行本『スノウ・ティアーズ』として刊行。）
- 2010年4月 読売新聞土曜夕刊の「愛書探訪」でエッセイ連載。月1回2011年4月(3月分は震災のため延期)まで（全12回）。
- 2011年7月～ ポプラ社ウェブマガジン「ポプラピーチ」でYA掌編『Little Leaves ～きみがいる教室』を連載[1]。（単行本『きみスキ 高校生たちのショートストーリーズ』として刊行）
- 2011年12月～ 「NHKネットビギナーズ」にて書き下ろしのオンライン小説「空を泳ぐ夢をみた」 を連載[2]（単行本『空を泳ぐ夢をみた』として刊行）

## 執筆以外の活動
- 2009年1月「日本YA作家クラブ」を発足[3]。
- 2009年8月 12歳から19歳までの「YA読書クラブ」を主催。年4回開催[4]。
- 2010年12月 誰でも参加OKの読書会「YA*cafe」を主催。年5回開催[5]。
- ポプラ社刊『職場体験完全ガイド(9) 小説家・漫画家・ピアニスト』に、小説家の仕事として出演。
- 2012年開校の世田谷区立船橋希望中学校の校歌を作詞。
- 2025年度4月から「共立女子短期大学」 客員教授／非常勤講師として勤務。